# Enrichetta d'Este
Enrichetta d'Este (Enrichetta Maria; 27 mai 1702 – 30 ianuarie 1777) a fost o nobilă italiană. A fost Ducesă de Parma prin căsătoria cu verișorul ei primar, Antonio Farnese, Duce de Parma.

## Familie
Enrichetta a fost a treia fiică a lui Rinaldo d'Este, Duce de Modena și a soției acestuia, Charlotte def Brunswick-Lüneburg. Fratele ei mai mare, Prințul Francesco, era moștenitorul ducatului Modena.
Tatăl ei a fost Duce de Modena și Reggio din anul 1695 după decesul nepotului său Francesco II d'Este, Duce de Modena. Mama ei a fost fiica lui Johann Frederic, Duce de Brunswick-Lüneburg și a soției acestuia, Benedicta Henrietta de Wittelsbach. Mama ei era verișoară primară cu George I al Marii Britanii, Ernest, Duce de York și Albany și Sophia Charlotte de Hanovra, soția lui Frederic I al Prusiei.
Printre verișorii primari ai Enrichettei se includ: Maria Josepha de Austria, Electoare de Saxonia; Maria Amalia de Austria, împărăteasă a Sfântului Imperiu Roman; Maria de Modena, regina consort a regelui Iacob al II-lea al Angliei. Odoardo Farnese, Prinț Ereditar de Parma, tatăl Elisabetei Farnese, era un alt văr Farnese.

## Biografie
Născută la Modena, ea a fost cel mai mic copil care a supraviețuit din cei cinci ai părinților ei; doi frați mai mici au murit la scurt timp după naștere iar mama ei a murit la naștere. Numai doi din cei cinci copii se vor căsători: Enrichetta și fratele ei Francesco.
În 1720 Francesco s-a căsătorit cu Charlotte Aglaé d'Orléans, fiica lui Filip d'Orléans, regent al Franței în timpul minoratului regelui Ludovic al XV-lea. La curtea din Modena, Charlotte Aglaé s-a înțeles bine cu Enrichetta și cu surorilei ei mai mari Benedetta Maria Ernesta (1697–1777) și Amalia Giuseppina (1699–1778). 
Enrichetta s-a logodit cu Antonio Farnese, Duce de Parma, a cărui mamă Maria d'Este era mătușa Enrichettei. Cei doi s-au căsătorit la Modena la 5 februarie 1728, prin procură, mirele fiind reprezentat de fratele ei Francesco.
Ea a călătorit la Parma unde și-a făcut o intrare magnifică la 6 iulie 1728. Antonio vizitase frecvent curtea din Modena și era prieten apropiat al fratelui Enrichettei.
Căsătoria a fost aranjată de secretarul de stat al lui Antonio, contele Anvidi. În ciuda așteptărilor lui Antonio, căsătoria a rămas fără copii.
Antonio a murit la 20 ianuarie 1731. A doua zi s-a anunțat că Enrichetta era însărcinată; s-a format un consiliu de regență pentru potențialul moștenitor alcătuit din Enrichetta, un episcop, primul secretar de stat și doi nobili de la curte.
S-a decis ca, dacă copilul va fi fată, ducatul să revină Infantelui Carlos al Spaniei care avea 12 ani și era fiul cel mare al Elisabetei Farnese soția regelui Filip al V-lea al Spaniei și nepoata lui Antonio Farnese.
Ducesa a fost examinată de mai mulți doctori fără să se confirme sarcina. Ca urmare, al doilea Tratat de la Viena de la 22 iulie 1731 l-a recunoscut oficial pe tânărul Infante Carlos ca Duce de Parma și Piacenza. Cum el era minor, bunica maternă Dorothea Sofia de Neuburg, văduva lui Odoardo Farnese, a fost numită regentă. 
Cum Enrichetta continua să susțină că este însărcinată, Dorothea a ordonat examinarea ei de către patru moașe, care au raportat că Enrichetta era însărcinată în luna a șaptea. Știrea a făcut înconjurul Parmei și a curților europene. Regina Elisabeta a Spaniei a convins-o pe mama ei ca Enrichetta să fie examinată din nou în septembrie 1731; s-a raportat că de fapt nu era nici un copil iar Casa de Farnese s-a stins.
Evitând curtea tatălui ei din Modena, ducesa s-a mutat în palatul ducal din Colorno unde era sub arest la domiciliu escortată de garda elvețiană. În decembrie 1731, ea a fost forțată să se întoarcă la palatul ducal din Parma pentru a returna bijuteriile Dorotheei care era șefa consiliului de regență. 
La 23 martie 1740 la Piacenza, Enrichetta s-a recăsătorit cu Leopold de Hesse-Darmstadt, fiu al lui Filip de Hesse-Darmstadt și al Mariei Therese de Croÿ. Enrichetta și Leopold nu au avut copii. Leopold a murit în 1764 lăsând-o pe Enrichetta văduvă pentru a douaa oară. Enrichetta a murit la 30 ianuarie 1777 la vârsta de 74 de ani. 